# Periodização linguística
A periodização linguística é uma técnica utilizada para categorizar a evolução de uma língua em diferentes períodos históricos, baseando-se em mudanças notáveis em sua gramática, fonética, sintaxe e vocabulário. Essa categorização temporal ajuda a entender o desenvolvimento de uma língua ao longo do tempo, refletindo as alterações culturais, sociais e históricas que afetam sua estrutura. 

### Surgimento
A periodização linguística tem suas raízes nos estudos da linguística histórico-comparativa, que começou a se desenvolver no final do século XVIII e início do século XIX, principalmente na Europa. Franz Bopp (1791–1867), um dos fundadores da linguística comparativa, foi um dos primeiros estudiosos a utilizar a periodização como ferramenta. Outros linguistas importantes que contribuíram para esse campo foram Jacob Grimm (1785–1863) e August Schleicher (1821–1868). Eles se interessaram pela evolução das línguas indo-europeias e aplicaram uma abordagem histórica para compreender como línguas como o sânscrito, o latim, o grego e as línguas germânicas se desenvolveram.
A periodização tornou-se essencial para os linguistas porque permitia organizar o conhecimento acumulado sobre mudanças fonéticas, morfológicas e sintáticas ao longo do tempo, facilitando a comparação entre diferentes períodos. O objetivo era compreender como e por que as línguas mudam ao longo do tempo, estabelecendo padrões e conectando a evolução de diferentes línguas dentro de uma mesma família linguística. Ao dividir a história de uma língua em períodos, os linguistas podiam identificar fases de inovação rápida ou de conservação, revelando as influências culturais, sociais e geográficas que moldavam essas mudanças.

### Método
Ao longo do tempo, pesquisadores observaram que as línguas passam por fases de mudança que podem ser agrupadas em blocos cronológicos. José Luis Fiorin (1996) explica que esses blocos facilitam a identificação de momentos de estabilidade ou inovação na evolução linguística, muitas vezes influenciados por eventos culturais e políticos. Antonio Candido (1992) acrescenta que esses eventos históricos, como a formação de novas nações ou expansões coloniais, afetam diretamente o uso e a estrutura das línguas, justificando a segmentação em períodos.
De maneira prática, foram usados critérios para segmentar o tempo linguístico com base em mudanças significativas, como inovações fonéticas (mudanças nos sons), gramaticais (mudanças estruturais) ou lexicais (introdução de novos vocábulos). 
Por exemplo, a evolução do latim para as línguas românicas (português, espanhol, francês, etc.) foi influenciada pela queda do Império Romano e pela subsequente fragmentação geopolítica da Europa. Ao longo dos séculos, essas variantes regionais se tornaram línguas distintas.

### Tipos de Blocos Cronológicos
- Períodos pré-históricos: Anterior à escrita, quando as mudanças linguísticas são deduzidas por comparação com outras línguas.
- Períodos históricos: Quando há documentos escritos que permitem analisar diretamente a língua em uso, como no caso do português arcaico (documentos medievais) ou do latim clássico (textos de autores romanos).

Os blocos também podem ser categorizados conforme o enfoque dos estudos:
- Blocos morfológicos: Baseados em mudanças gramaticais.
- Blocos fonológicos: Baseados em mudanças sonoras.
- Blocos lexicais: Introdução de novos vocábulos.

### Fatores que Influenciam a Periodização
A periodização linguística leva em consideração uma série de fatores que determinam as fases de transformação de uma língua, tais como:
- Mudanças fonéticas: Alterações nos sons da língua que afetam a pronúncia e a distinção entre fonemas.
- Mudanças gramaticais: Transformações nas regras de concordância, conjugação verbal e estrutura das frases.
- Mudanças lexicais: Introdução de novos vocábulos, seja por evolução interna, empréstimos de outras línguas ou criação de neologismos.
- Mudanças socioculturais: Eventos históricos que influenciam diretamente o uso e a necessidade de mudança na língua, como a formação de novas nações, expansão colonial ou adoção de políticas linguísticas.

A história sociolinguística do Brasil, por exemplo, pode ser periodizada de acordo com o Paradigma Variacionista. Essa abordagem considera que a história sociolinguística do Brasil foi marcada por um violento processo de homogeneização linguística, no qual o português se impôs como língua hegemônica ("A história sociolinguística do Brasil", 2017). Esse processo de homogeneização evidencia a importância dos fatores socioculturais na definição dos blocos cronológicos que compõem a periodização de uma língua.

### Exemplos de Línguas Europeias e o Português
A aplicação da periodização em línguas europeias foi central nos primeiros estudos de linguística comparativa. No caso do latim, durante o período de expansão romana, a língua evoluiu em contato com outras línguas regionais. Após a queda do Império Romano, sua forma falada se fragmentou em diferentes dialetos, que eventualmente se tornaram línguas distintas. 
As fases de transição do latim vulgar ao português moderno podem ser divididas em:
- Latim clássico (até o século V);
- Latim vulgar (séculos V a IX);
- Português arcaico (século IX a XIV);
- Português moderno (século XVI em diante).

Já o inglês, como observado por Faraco (2006), é tradicionalmente dividido em três períodos:
- Inglês antigo (Old English, séculos V a XI), com forte influência germânica;
- Inglês médio (Middle English, séculos XI a XV), marcado pela influência normanda;
- Inglês moderno (a partir do século XVI), associado à padronização após a introdução da imprensa.

### Conclusão
A periodização linguística é uma ferramenta crucial para o estudo das transformações linguísticas ao longo do tempo. Ela não só proporciona um entendimento mais profundo das mudanças fonéticas, gramaticais e lexicais nas línguas, como também conecta esses processos com eventos históricos e culturais que influenciam o desenvolvimento das línguas. Por meio de sua aplicação, os linguistas conseguem identificar padrões de mudança e conservação que ajudam a compreender a evolução de línguas como o português, desde suas raízes latinas até sua forma moderna. O uso dessa técnica continuará sendo vital para futuras pesquisas, permitindo novas descobertas e ampliação do conhecimento sobre a história e o desenvolvimento das línguas.